# Посетители (фильм, 2013)
«Посети́тели» (англ. Visitors) — чёрно-белый документальный фильм режиссёра Годфри Реджио с музыкой композитора Филипа Гласса. Премьера картины состоялась 8 сентября 2013 года на 38-м Международном кинофестивале в Торонто.
Медитативная лента в значительной части составлена из кадров, снятых в родном для режиссёра штате Луизиана: затопленные леса; здания, опустевшие после урагана «Катрина»; видеопортреты людей. Особую роль играет видеопортрет пристально глядящей в камеру гориллы Тришки (Triska) из Бронксского зоопарка: этот ключевой образ отмечает начало и конец фильма, подобно пуме в «Анима мунди».

## Музыка
Музыка к картине была исполнена австрийским оркестром Bruckner Orchestra Linz под управлением часто сотрудничавшего с композитором дирижёра Денниса Рассела Дэвиса.
По сравнению с предыдущими работами Реджио, в «Посетителях» намного меньше монтажных планов, а средняя длина плана больше; сам режиссёр описывал фильм как «болезненно медленный». Соответственно, и саундтрек Гласса состоит из небольшого числа достаточно длинных частей:
1. Novus Ordo Seclorum (с лат. — «Новый порядок веков») — 7:35
2. The Day Room (с англ. — «Общая комната») — 17:53
3. Off Planet, Part 1 (с англ. — «Вне планеты, часть I») — 13:57
4. Off Planet, Part 2 (с англ. — «Вне планеты, часть II») — 19:06
5. Gone (с англ. — «Ушедшее») — 14:45
6. The Reciprocal Gaze (с англ. — «Обоюдный взгляд») — 13:45